# Episodi di Mini Vanguard

Il logo della serie

Questa è la lista degli episodi di Mini Vanguard, serie anime prodotta dallo studio d'animazione DLE e basata sul manga spin-off omonimo di Quily.
La prima stagione, Mini Vanguard e talvolta nota come Mini Van (みにヴぁん?), è andata in onda in Giappone dal 6 aprile al 14 dicembre 2013 su TV Tokyo per un totale di 37 episodi dalla durata di 3 minuti l'uno, a cui si aggiunge un OAV pubblicato nel primo DVD di questa serie, il che lo rende un episodio esclusivo dell'edizione home video. La sigla di chiusura è Mirai Sketch delle Ultra Rare (Suzuko Mimori, Yoshino Nanjō e Aimi Terakawa).
Una seconda stagione, dal titolo Mini Vanguard 2nd Season e nota anche come Mini Van 2nd Season, è stata trasmessa in Giappone dal 3 ottobre 2015 al 26 marzo 2016 sempre su TV Tokyo per un totale di 26 episodi dalla durata di 3 minuti l'uno. Le puntate sono caratterizzate dall'assenza del titolo. La sigla di chiusura è Friends delle Rummy Labyrinth (Aimi Terakawa e Haruka Kudō).

## Mini Vanguard
| Nº  | Titolo italiano (traduzione letterale) Giapponese 「Kanji」 - Rōmaji                                                                  | In onda           | In onda |
| Nº  | Titolo italiano (traduzione letterale) Giapponese 「Kanji」 - Rōmaji                                                                  | Giapponese        |         |
| 1   | Destino 「運命であい」 - Unmei de ai                                                                                                  | 6 aprile 2013     |         |
| 2   | Vanguard antiquato 「昔話なヴァンガード」 - Mukashibanashi na Vangādo                                                                 | 13 aprile 2013    |         |
| 3   | Yes, My Vanguard 「イエス・マイ・ヴァンガード」 - Iesu Mai Vangādo                                                                    | 20 aprile 2013    |         |
| 4   | Sono riuscito a dormire bene la notte 「春眠をなんとか」 - Shunmin o nantoka                                                          | 27 aprile 2013    |         |
| 5   | Mettendolo 「テコ入れ」 - Tekoire | 4 maggio 2013     |         |
| 6   | Fratello maggiore 「おにいちゃん」 - Onii-chan                                                                                        | 11 maggio 2013    |         |
| 7   | Capitale del pane 「パンキャピタル」 - Pan Kyapitaru                                                                                  | 18 maggio 2013    |         |
| 8   | Andiamo insieme 「いっしょに行こうよ」 - Issho ni ikōyo                                                                               | 25 maggio 2013    |         |
| 9   | Lasciare un Vanga 「ヴァンガ落」 - Vanga ochi                                                                                         | 1º giugno 2013    |         |
| 10  | La sua vera identità 「ヤツの正体」 - Yatsu no shōtai                                                                                 | 8 giugno 2013     |         |
| 11  | La sfida di Misaki 「ミサキの挑戦」 - Misaki no chōsen                                                                                | 15 giugno 2013    |         |
| 12  | FURO 「FURO」 | 22 giugno 2013    |         |
| 13  | Lo farò! 「やるね!」 - Yaru ne! | 29 giugno 2013    |         |
| 14  | Mini Van guerra spaziale (1) 「みにヴぁん宇宙戦争(1)」 - Mini Van uchū sensō (1)                                                      | 6 luglio 2013     |         |
| 15  | Detective Aichi 「名探偵 アイチ」 - Meitantei Aichi                                                                                   | 13 luglio 2013    |         |
| 16  | Lasciare un Vanga Beyond 「ヴァンガ落 ビヨンド」 - Vanga ochi Biyondo                                                                 | 20 luglio 2013    |         |
| 17  | Sogni 「夢」 - Yume | 27 luglio 2013    |         |
| 18  | Una giornata calda 「暑い日」 - Atsui hi                                                                                              | 3 agosto 2013     |         |
| 19  | Live A Live 「ライブアライブ」 - Raibu A Raibu                                                                                        | 10 agosto 2013    |         |
| 20  | Mini Van guerra spaziale: Incontro con l'ignoto 「みにヴぁん宇宙戦争 未知との遭遇」 - Mini Van uchū sensō michitonosōgū               | 17 agosto 2013    |         |
| 21  | Chiamami tuo fratello 「お兄ちゃんてよんで」 - Onī-chan te yonde                                                                      | 24 agosto 2013    |         |
| 22  | Momotarō 「ももたろう」 - Momotarō | 31 agosto 2013    |         |
| 23  | Mini Van guerra spaziale 1: In caso di resa 「みにヴぁん宇宙戦争 降伏の場合は1を」 - Mini Van uchū sensō kōfuku no baai wa 1 o        | 7 settembre 2013  |         |
| 24  | Il risveglio del caldo pomeridiano!! 「残暑復活!!」 - Zansho fukkatsu!!                                                               | 14 settembre 2013 |         |
| 25  | Vanguard bendato 「目隠しヴァンガード」 - Mekakushi Vangādo                                                                           | 21 settembre 2013 |         |
| 26  | Battaglia nel nostro deserto 「俺たちの荒野の決闘」 - Oretachi no kōyano kettō                                                        | 28 settembre 2013 |         |
| 27  | Benvenuti dalla Battle Sisters 「バトルシスター家へようこそ」 - Batoru Shisutā-ka e yōkoso                                            | 5 ottobre 2013    |         |
| 28  | Mini Van guerra spaziale, anche io... 「みにヴぁん宇宙戦争 俺だって・・・」 - Mini Van uchū sensō oredatte                            | 12 ottobre 2013   |         |
| 29  | Omiai Amaterasu 「お見合いアマテラス」 - Omiai Amaterasu                                                                              | 19 ottobre 2013   |         |
| 30  | Dammi dei dolci. 「菓子をくれ。」 - Kashi o kure.                                                                                     | 26 ottobre 2013   |         |
| 31  | Mini van guerra spaziale: Cambiamenti nei membri 「みにヴぁん宇宙戦争 隊員たちの変化」 - Mini Van uchū sensō taiin-tachi no henka     | 2 novembre 2013   |         |
| 32  | Tehe, ronin rosso 「てへ、赤穂浪士」 - Te e, aka horōshi                                                                              | 9 novembre 2013   |         |
| 33  | Autunno di lettura 「読書の秋」 - Dokusho no aki                                                                                      | 16 novembre 2013  |         |
| 34  | Kyoto in autunno è carina 「秋の京都っていいよね」 - Aki no Kyōto tte ī yo ne                                                         | 23 novembre 2013  |         |
| 35  | Mini Van guerra spaziale: La guardia della morte del karaoke 「みにヴぁん宇宙戦争 カラオケ死守」 - Mini Van uchū sensō karaoke shishu | 30 novembre 2013  |         |
| 36  | Il compleanno di Ren 「レンの誕生日」 - Ren no tanjōbi                                                                                | 7 dicembre 2013   |         |
| 37  | White Christmas 「White Christmas」                                                                                                   | 14 dicembre 2013  |         |
| OAV | Fratelli 「きょうだい」 - Kyō dai | 28 febbraio 2014  |         |

## Mini Vanguard 2nd Season
| Nº | Giapponese 「Kanji」 - Rōmaji | In onda          | In onda |
| Nº | Giapponese 「Kanji」 - Rōmaji | Giapponese       |         |
| 1  |                               | 3 ottobre 2015   |         |
| 2  |                               | 10 ottobre 2015  |         |
| 3  |                               | 17 ottobre 2015  |         |
| 4  |                               | 24 ottobre 2015  |         |
| 5  |                               | 31 ottobre 2015  |         |
| 6  |                               | 7 novembre 2015  |         |
| 7  |                               | 14 novembre 2015 |         |
| 8  |                               | 21 novembre 2015 |         |
| 9  |                               | 28 novembre 2015 |         |
| 10 |                               | 5 dicembre 2015  |         |
| 11 |                               | 12 dicembre 2015 |         |
| 12 |                               | 19 dicembre 2015 |         |
| 13 |                               | 26 dicembre 2015 |         |
| 14 |                               | 2 gennaio 2016   |         |
| 15 |                               | 9 gennaio 2016   |         |
| 16 |                               | 16 gennaio 2016  |         |
| 17 |                               | 23 gennaio 2016  |         |
| 18 |                               | 30 gennaio 2016  |         |
| 19 |                               | 6 febbraio 2016  |         |
| 20 |                               | 13 febbraio 2016 |         |
| 21 |                               | 20 febbraio 2016 |         |
| 22 |                               | 27 febbraio 2016 |         |
| 23 |                               | 5 marzo 2016     |         |
| 24 |                               | 12 marzo 2016    |         |
| 25 |                               | 19 marzo 2016    |         |
| 26 |                               | 26 marzo 2016    |         |

## Home video

### Giappone
Gli episodi della prima stagione di Mini Vanguard sono stati pubblicati per il mercato home video nipponico in edizione DVD dal 13 settembre 2013 al 28 febbraio 2014.
| N° | Data              | Episodi     | Fonte |
| -- | ----------------- | ----------- | ----- |
| 1  | 13 settembre 2013 | 1-19        | [ 4 ] |
| 2  | 28 febbraio 2014  | 20-37 + OAV | [ 5 ] |